# 小行星2040
小行星2040（2040 Chalonge）是一颗绕太阳运转的小行星，为主小行星带小行星。该小行星于1974年4月19日发现。
該小行星以法國天文學家丹尼爾·夏隆命名。

## 轨道参数
小行星2040的轨道半长轴为3.1193997 UA，离心率为0.186。